# Only Human (álbum de Cheryl)
Only Human es el cuarto álbum de estudio de la artista británica Cheryl. Fue lanzado el 7 de noviembre de 2014, a través de Polydor Records. Después de una gran cantidad de invasiones de los medios, Cheryl se tomó un año de descanso de la música. Después de su pausa, Cheryl confirmó que Girls Aloud se reuniría y lanzaría una compilación de grandes éxitos. Después de su lanzamiento, el grupo se embarcó en su última gira y anunció su separación permanente. En julio de 2013, Cheryl comenzó a grabar Only Human; la grabación se completó más tarde en agosto de 2014.
Only Human explora temas como estar en paz con uno mismo, desterrar las malas influencias y vivir la vida al máximo. Musicalmente, el álbum sigue la misma línea que el trabajo anterior de Cheryl, tomando influencia del pop y el R&B, sin embargo, el álbum contiene un estilo musical diverso que va desde la década de 1980, desde el disco-pop al electro. La producción del álbum se caracteriza por ser escasa. Cheryl trabajó con una variedad de escritores y productores, incluidos colaboradores frecuentes y nuevos para crear el sonido deseado, también contribuyó en gran medida a escribir ella misma.
El álbum fue precedido por el sencillo principal «Crazy Stupid Love», que incluía al rapero británico Tinie Tempah, lanzado el 18 de julio de 2014. La canción debutó en el número uno en la lista UK Singles Chart, vendiendo 118.000 copias en su primera semana, convirtiéndose en el cuarto sencillo número uno de Cheryl. El segundo sencillo del álbum, «I Don't Care (canción de Cheryl)», fue lanzado antes del álbum el 31 de octubre de 2014 y se convirtió en el quinto número uno de Cheryl en la historia de las listas, ya que es la primera artista solista femenina británica en tener cinco números uno en el Reino Unido. El álbum fue lanzado el 16 de febrero de 2015 en Estados Unidos.

## Lista de canciones
La lista de canciones oficial se dio a conocer el 6 de octubre de 2014.

| Only Human |                                        | |                           |          |  |
| N.º        | Título                                 | Escritor(es) | Productor(es)             | Duración |  |
| 1.         | «Intro»                                | Rick Parkhouse, George Tizzard | Red Triangle              | 1:51     |  |
| 2.         | «Live Life Now»                        | Cheryl Fernandez-Versini, Max Marshall, Henrik Barman Michelsen, Edvard Førre Erfjord, Tom Havelock                               | Electric                  | 2:54     |  |
| 3.         | «It's About Time»                      | Nicola Roberts, The Invisible Men                                                                                                 | The Invisible Men, Draper | 3:49     |  |
| 4.         | «Crazy Stupid Love» (con Tinie Tempah) | Wayne Wilkins, Heidi Rojas, Katelyn Tarver, Cheryl, Patrick Okogwu                                                                | Wilkins, Kevin Anyaeji    | 3:45     |  |
| 5.         | «Waiting for Lightning»                | Fransisca Hall, Matt Morris, Jesse Shatkin                                                                                        | Shatkin                   | 3:56     |  |
| 6.         | «I Don't Care»                         | Jocke Åhlund, Bonnie McKee, John Newman, Cheryl                                                                                   | Åhlund, Oligee            | 4:00     |  |
| 7.         | «Only Human»                           | Matt Schwartz, Jo Perry, Cass Lowe                                                                                                | Schwartz                  | 3:34     |  |
| 8.         | «Stars»                                | Cheryl, G. Tizzard, Parkhouse, Nicole Jones, Daniel Spencer                                                                       | Red Triangle              | 2:57     |  |
| 9.         | «Throwback»                            | Cheryl, G. Tizzard, Parkhouse, Camille Purcell, Roberts                                                                           | Red Triangle              | 3:04     |  |
| 10.        | «All in One Night»                     | Cheryl, Michelsen, Efjord, Havelock                                                                                               | Electric                  | 3:09     |  |
| 11.        | «Goodbye Means Hello»                  | Lucas Secon, Roberts, Clifford Smith, Haldane Browne, Fridolin Nordsoe, Frederick Nordsoe, Jon Schumann, Bo Rande, Christian Leth | Secon                     | 3:46     |  |
| 12.        | «Coming Up for Air» (con Joel Compass) | Cheryl, Cass Lowe, Scott Hoffman                                                                                                  | Lowe, Babydaddy           | 4:21     |  |
| 13.        | «Fight On»                             | G. Tizzard, Parkhouse, Katy Tizzard                                                                                               | Red Triangle              | 3:33     |  |
| 14.        | «Yellow Love»                          | David Dawood, Roberts | DaWood                    | 3:51     |  |
| 15.        | «Beats N Bass»                         | Cheryl, G. Tizzard, Parkhouse, K. Tizzard                                                                                         | Red Triangle              | 2:59     |  |
| 51:30      |                                        | |                           |          |  |

| Edición deluxe – bonus tracks |                 |                                                  |               |          |  |
| N.º                           | Título          | Escritor(es)                                     | Productor(es) | Duración |  |
| 16.                           | «Tattoo»        | G. Tizzard, Parkhouse, Andrew Bullimore          | Red Triangle  | 3:07     |  |
| 17.                           | «Firecracker»   | Sia Furler, Greg Kurstin                         | Kurstin       | 3:32     |  |
| 18.                           | «I Won't Break» | Mark Taylor, Alex Smith, Liam Payne, Sam Preston | Red Triangle  | 3:37     |  |
| 61:46                         |                 |                                                  |               |          |  |

| Edición deluxe de iTunes – bonus track |                          |              |          |  |
| N.º                                    | Título                   | Escritor(es) | Duración |  |
| 19.                                    | «Only Human (Interview)» |              | 2:41     |  |
| 64:27                                  |                          |              |          |  |

Notas
- Significa un productor adicional
- Significa un co-productor

Créditos del sampling
- «Goodbye Means Hello» contiene interpolacion «Heads High» de Mr. Vegas y «School Yard» de The William Blakes.

## Formatos del lanzamiento
El box set de la edición deluxe incluye:
- CD de la edición deluxe (exclusivo de digipak y disco de oro)
- Impresiones fotográficas de 5x7 guardadas individualmente en un sobre protector
- Una impresión exclusiva firmada por Cheryl
- Todo presentado en una caja de concha de almeja con logo de lámina negra

## Posicionamiento en listas
| Listas (2014)                    | Mejor posición |
| -------------------------------- | -------------- |
| Bélgica (Ultratop flamenca)      | 198            |
| Irlanda (IRMA)                   | 9              |
| Escocia (Scottish Albums Chart)  | 8              |
| Reino Unido (UK Albums Chart)    | 7              |
| Reino Unido (UK Album Downloads) | 4              |

## Historial de lanzmientos
| País          | Fecha                   | Formatos             | Discográfica    | Ediciones        |
| ------------- | ----------------------- | -------------------- | --------------- | ---------------- |
| Irlanda       | 7 de noviembre de 2014  | CD, descarga digital | Polydor         | Éstandar, deluxe |
| Australia     | 7 de noviembre de 2014  | Descarga digital     | Polydor         | Éstandar, deluxe |
| Reino Unido   | 10 de noviembre de 2014 | CD, descarga digital | Polydor         | Éstandar, deluxe |
| Alemania      | 14 de noviembre de 2014 | CD, descarga digital | Universal Music | Éstandar, deluxe |
| Australia     | 14 de noviembre de 2014 | CD                   | Polydor         | Éstandar, deluxe |
| Nueva Zelanda | 14 de noviembre de 2014 | CD, descarga digital | Polydor         | Éstandar, deluxe |
| España        | 18 de noviembre de 2014 | CD, descarga digital | Polydor         | Éstandar, deluxe |